# Мариотт (лунный кратер)
Кратер Мариотт (лат. Mariotte) — большой ударный кратер в южном полушарии обратной стороны Луны. Название присвоено в честь французского физика Эдма Мариотта (1620—1684) и утверждено Международным астрономическим союзом в 1970 г. Образование кратера относится к позднеимбрийскому периоду.

## Описание кратера
Ближайшими соседями кратера Мариотт являются кратер Аполлон на юго-западе; кратер Мураками на севере; кратер Дас на северо-востоке; кратер Чебышёв на юго-востоке и кратер Клеймёнов на юге. Селенографические координаты центра кратера 28°28′ ю. ш. 139°04′ з. д. / 28,46° ю. ш. 139,06° з. д., диаметр 70,3 км, глубина 2,7 км.
Кратер Мариотт имеет эллиптическую форму ориентированную в направлении север-северо-запад – юг-юго-восток, размер его приблизительно 70 х 50 км, и практически не разрушен. Вал несколько сглажен в южной и юго-западной части, по остальному периметру имеет четко очерченную острую кромку. Внутренний склон узкий и гладкий. Дно чаши пересеченное, за исключением ровного юго-восточного участка. От центра чаши в северном-северо-западном направлении тянется массивный протяженный хребет.

## Сателлитные кратеры
| Мариотт | Координаты                                              | Диаметр, км |
| ------- | ------------------------------------------------------- | ----------- |
| P       | 29°53′ ю. ш. 140°05′ з. д. / 29,88° ю. ш. 140,09° з. д. | 39,4        |
| R       | 30°11′ ю. ш. 141°59′ з. д. / 30,18° ю. ш. 141,98° з. д. | 33,4        |
| U       | 28°07′ ю. ш. 143°11′ з. д. / 28,12° ю. ш. 143,19° з. д. | 34,5        |
| X       | 25°23′ ю. ш. 140°35′ з. д. / 25,38° ю. ш. 140,59° з. д. | 19,6        |
| Z       | 22°51′ ю. ш. 139°42′ з. д. / 22,85° ю. ш. 139,7° з. д.  | 49,2        |

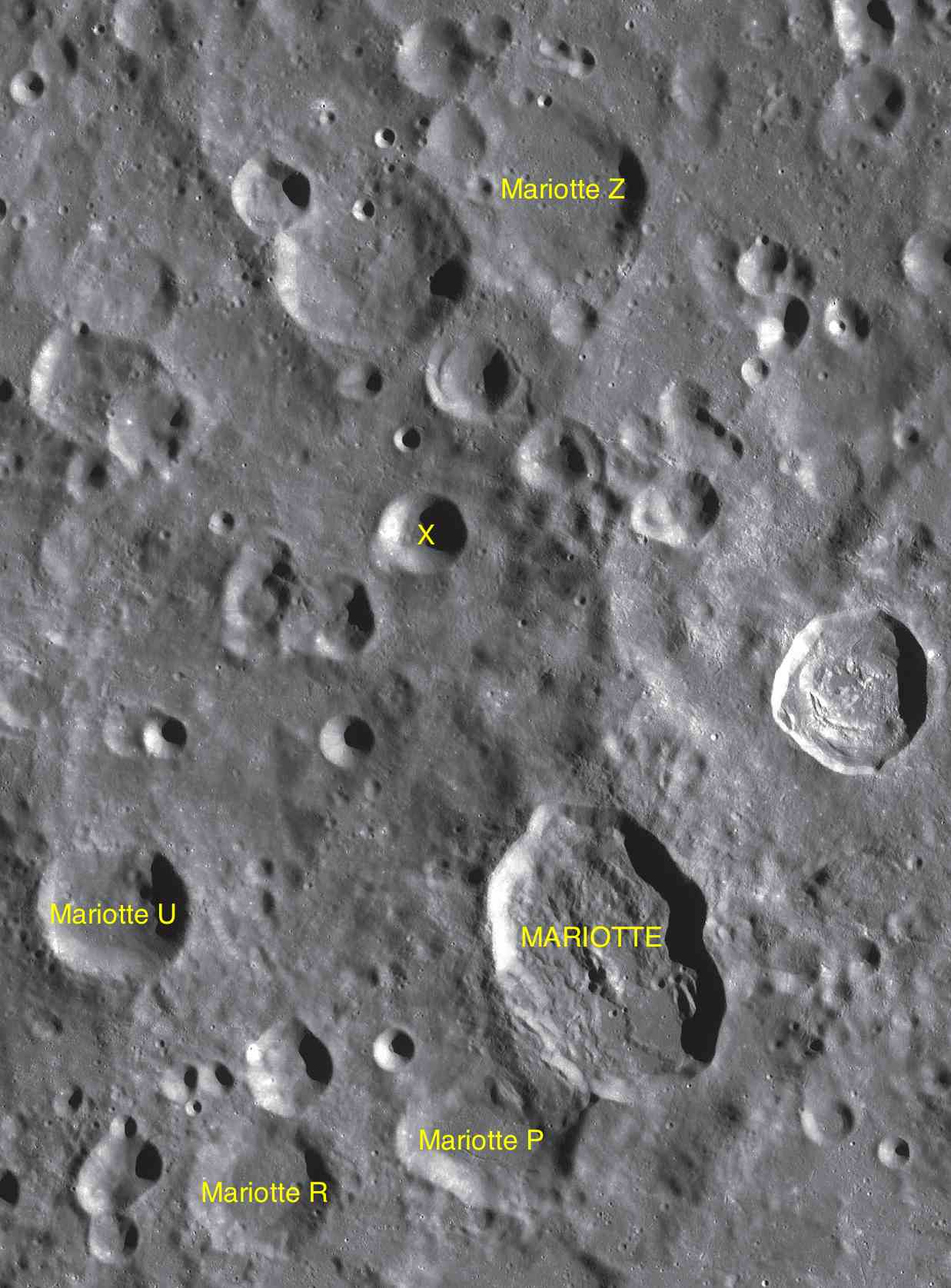
Фрагмент карты LAC-106.

- Сателлитный кратер Мариотт Y в 1991 г. Международным астрономическим союзом переименован в кратер Мураками.
- Образование сателлитных кратеров Мариотт R и U относится к нектарскому периоду[1].

## См.также
- Список кратеров на Луне
- Лунный кратер
- Морфологический каталог кратеров Луны
- Планетная номенклатура
- Селенография
- Минералогия Луны
- Геология Луны
- Поздняя тяжёлая бомбардировка